# チージコヴィツェ - オブルニツェ線
チージコヴィツェ - オブルニツェ線（チェコ語;Železniční trať Čížkovice–Obrnice）は、プラハ自動鉄道交通の鉄道線の名称である。路線番号は113。
1898年、帝立王立国有鉄道の路線として開業した。2019年以前は臨時列車のみ運行していて、路線番号もT4であった。

## 運行形態
- リトムニェルジツェ - ロヴォシツェ - モスト
2時間に1本の運行。トルジェビーヴリツェ以北は平日1時間に1本の運行。ロヴォシツェ以東は087号線に直通する。
過去の運行状況
2017年以前は、春季・夏季の土曜・休日のみの運行で、ロヴォシツェ - トルジェビーヴリツェの列車が一日1往復、ロヴォシツェ - モストの列車が一日2往復運行していた。また、現在休止中の各駅にも停車していた。
2018,19年も同様に臨時列車のみの運行で、ロヴォシツェ - モスト間に一日3往復運行していた。
2019年末より定期列車の運行が開始され、リトムニェルジツェまで区間延長となった。また、セメチ、シヌテツ、スクルシーン、セドレツの各駅が休止され、オブルニツェは全列車通過となった。

## 駅一覧
以下では、チージコヴィツェ - オブルニツェ線の駅と営業キロ、停車列車、接続路線などを一覧表で示す。なお、全て各駅停車である。
| 路線名 | 駅名                                               | 駅間営業キロ | 累計営業キロ | 接続路線 | 所在地       | 所在地               |
| ------ | -------------------------------------------------- | ------------ | ------------ | --- | ------------ | -------------------- |
| 114    | ロヴォシツェ駅                                     | -            | -4.0         | 087号線（リーパ方面） 090号線（ウースチー方面、プラハ方面） 097号線（ホチムニェルジ方面）                      | ウースチー州 | リトムニェルジツェ郡 |
| 114    | スレヨヴィツェ駅                                   | 2.0          | -2.0         | | ウースチー州 | リトムニェルジツェ郡 |
| 113    | チージコヴィツェ駅                                 | 2.0          | 0.0          | 114号線（ロウニ方面）                                                                                          | ウースチー州 | リトムニェルジツェ郡 |
| 113    | トルジェベニツェ駅                                 | 3.5          | 3.5          | | ウースチー州 | リトムニェルジツェ郡 |
| 113    | トルジェベニツェ町駅                               | 1.5          | 5.0          | | ウースチー州 | リトムニェルジツェ郡 |
| 113    | ドラジコヴィツェ駅                                 | 2.8          | 7.8          | | ウースチー州 | リトムニェルジツェ郡 |
| 113    | ポドセヂツェ駅                                     | 0.9          | 8.7          | | ウースチー州 | リトムニェルジツェ郡 |
| 113    | トルジェビーヴリツェ駅                             | 4.4          | 13.1         | | ウースチー州 | リトムニェルジツェ郡 |
| 113    | セメチ駅（2019年10月29日休止）                     |              | (15.3)       | | ウースチー州 | リトムニェルジツェ郡 |
| 113    | ジドヴィツェ駅(*2)                                 | 5.3          | 18.4         | | ウースチー州 | ロウニ郡             |
| 113    | リブチェヴェス駅                                   | 2.9          | 21.3         | | ウースチー州 | ロウニ郡             |
| 113    | シヌテツ駅（2019年10月29日休止）                   |              | (24.1)       | | ウースチー州 | ロウニ郡             |
| 113    | ビェルシツェ駅                                     | 5.5          | 26.8         | | ウースチー州 | モスト郡             |
| 113    | スクルシーン駅（2019年10月29日休止）               |              | (28.8)       | | ウースチー州 | モスト郡             |
| 113    | セドレツ・ウ・オブルニツェ駅（2019年10月29日休止） |              | (34.4)       | | ウースチー州 | モスト郡             |
| 113    | オブルニツェ駅（全列車通過 *1）                    |              | (36.9)       | 123号線、126号線と分岐                                                                                         | ウースチー州 | モスト郡             |
| 126    | モスト駅                                           | 13.4         | 40.2         | 123号線（ジャテツ方面）、126号線（ラコヴニーク方面） 130号線（ヂェチーン方面、ヘブ方面） 135号線（オセク方面） | ウースチー州 | モスト郡             |

(*1) 123号線、126号線の列車が停車する。

(*2) 2019年12月に、フノイニツェ駅から改称。